# Gestreifte Windelschnecke
Die Gestreifte Windelschnecke (Vertigo substriata) ist eine Schneckenart aus der Familie der Windelschnecken (Vertiginidae) in der Unterordnung der Landlungenschnecken (Stylommatophora).

## Merkmale
Das rechtsgewundene, gedrungen elliptische Gehäuse der Gestreiften Windelschnecke misst 1,5 bis 2,0 mm in der Höhe und 0,99 bis 1,17 mm in der Breite. Die 3,9 bis 4,8 stark gewölbten Umgänge des braungefärbten Gehäuses sind durch eine tiefe Naht voneinander abgesetzt. Die Oberfläche des Gehäuses zeigt besonders auf den mittleren Windungen eine sehr feine, regelmäßige Rippung, die die Oberfläche schillern lässt. Der dünne Mündungsrand ist nur wenig nach außen umgebogen. Auf der Außenseite befindet sich hinter der Lippe eine schwache Verdickung. Die Mündung ist mit fünf bis sechs Zähnen bewehrt: zwei Parietalzähnen, ein bis zwei Columellarzähnen und zwei Palatalzähnen. Das Gehäuse ist gelblich bis gelblich braun gefärbt.

### Ähnliche Arten
Die Gestreifte Windelschnecke unterscheidet sich durch ihr sehr gedrungenes Gehäuse von allen anderen Vertigo-Arten, deren Gehäuse im Verhältnis zur Breite alle deutlich höher und damit insgesamt schlanker sind.

## Geographische Verbreitung und Lebensraum
Das Verbreitungsgebiet der Art reicht von den Britischen Inseln über Mitteleuropa, die nördliche Balkanhalbinsel, die Krim bis zum Kaukasus. Ein isoliertes Vorkommen wurde im Altai-Gebirge gefunden. In Skandinavien erstreckt sich das Areal bis auf 68° nördlicher Breite. Im Süden reicht es bis in die Pyrenäen und Nordspanien (mit einem isolierten Vorkommen in der Sierra Nevada), und bis in das nördliche Italien. Die einzelnen Vorkommen sind sehr zerstreut. In Polen kommt die Art bis in 1000 m über Meereshöhe vor, in der Schweiz bis auf 2000 m.
Die Art bevorzugt feuchte Standorte wie Feuchtwälder, Bruchwälder, Sumpf- und Verlandungszonen stehender Gewässer, nasse Wiesen und Seeufer. In höheren Lagen kommt sie besonders auf schwach sumpfigen Wiesen vor. Selten werden auch trockenere Standorte wie Steinmauern und Steinwälle bewohnt. Sie lebt unter Moos, verrottenden Pflanzenteilen und im Wurzelfilz der Pflanzen. Die Gestreifte Windelschnecke toleriert auch saure Böden.

## Lebensweise
Die Eiablage beginnt meist im Mai und endet im August. Seltener ist ein Beginn bereits Ende April bzw. das Ende erst im September zu beobachten. Die Tiere legten im Abstand von etwa zwei Tagen ein Ei ab. Gelegentlich wurde auch jeden Tag ein Ei produziert, das Maximum waren sogar 32 Eier im Monat. Im Zeitraum Mai bis August wurden zwischen Perioden verstärkter Eiablage auch längere Pausen von oft mehreren Wochen eingelegt. Die Gesamtzahl der während einer Eiablagesaison produzierten Eier variierte in weiten Grenzen von 7 bis zu 82 Eiern. Exemplare, die während zwei Saisonen Eier ablegten, produzierten 110 bis 120 Eier.
Der Durchmesser der Eier beträgt 0,56 bis 0,72 mm. Die Eier wurden meist im Einzellstadium abgelegt, seltener wurden auch weiter entwickelte Embryonen beobachtet. Die Entwicklungszeit betrug bei 23 °C etwa 12 bis 13 Tage, die Entwicklungszeit variiert jedoch in vergleichsweise weiten Grenzen unabhängig von der Temperatur. Die Jungtiere schlüpfen mit einem Gehäuse, das aus 1,2 bis 1,25 Windungen besteht und einen Durchmesser von 0,39 bis 0,56 mm hat. Etwa 15 bis 20 % der Jungtiere wurden noch im selben Jahr geschlechtsreif. Nur etwa 50 bis 60 % der überwinternden Tiere bildete in der Winterruhe einen hellen Anwachsstreifen. Das Wachstum wird Ende Mai oder Anfang Juni wieder aufgenommen. Die Tiere werden ein bis zwei Jahre alt, seltener auch bis drei Jahre.

## Taxonomie
Das Taxon wurde 1833 von John Gwyn Jeffreys als Alaea substriata erstmals beschrieben. Die Fauna Europaea verzeichnet ein Synonym:
- Vertigo substriata var. sextana Gredler, 1872[4]

## Gefährdung
In Deutschland ist die Art gefährdet (Gefährdungskategorie 3). In England haben die Bestände erheblich abgenommen. Als Grund wird der intensive Ackerbau genannt. Die Art toleriert keine größeren menschlichen Eingriffe in ihren Lebensraum.

## Belege